# Boule de Canton
Une boule de Canton (chinois : 牙雕套球 ; pinyin : yádiāo tào qiú ; litt. « boule étui en sculpture d'ivoire », 同心球, tóngxīn qiú, « boule concentrique » ou encore 鬼工球, guǐ gōng qiú, « boule [d'un] travail [de] rusé ») est un casse-tête réalisé en Chine, surtout aux époques Ming et Qing.
Taillé dans un bloc d'ivoire, l'objet comprend une série de sphères concentriques, chacune libre de tourner, très travaillées, et présentant des ouvertures. Pour résoudre le casse-tête, toutes les ouvertures doivent être alignées.
La première mention textuelle d'un tel objet remonte à 1388, mais aucun exemplaire aussi ancien ne semble avoir survécu. Outre ses dimensions ludiques et symboliques (le nombre de sphères était choisi selon la cosmogonie chinoise), l'objet constituait surtout une démonstration de la dextérité de l'artisan. Une sphère était taillée par tournage dans un bloc d'ivoire. Ensuite, l'artisan sculptait et libérait les sphères une à une (en commençant par la plus petite au centre), avec des outils pointus. Représentant une charge de travail gigantesque, les objets étaient, et sont encore, des raretés d'une valeur financière énorme. À partir du XVIIe siècle, quelques artisans européens, notamment allemands, on imité ce type d'objet.

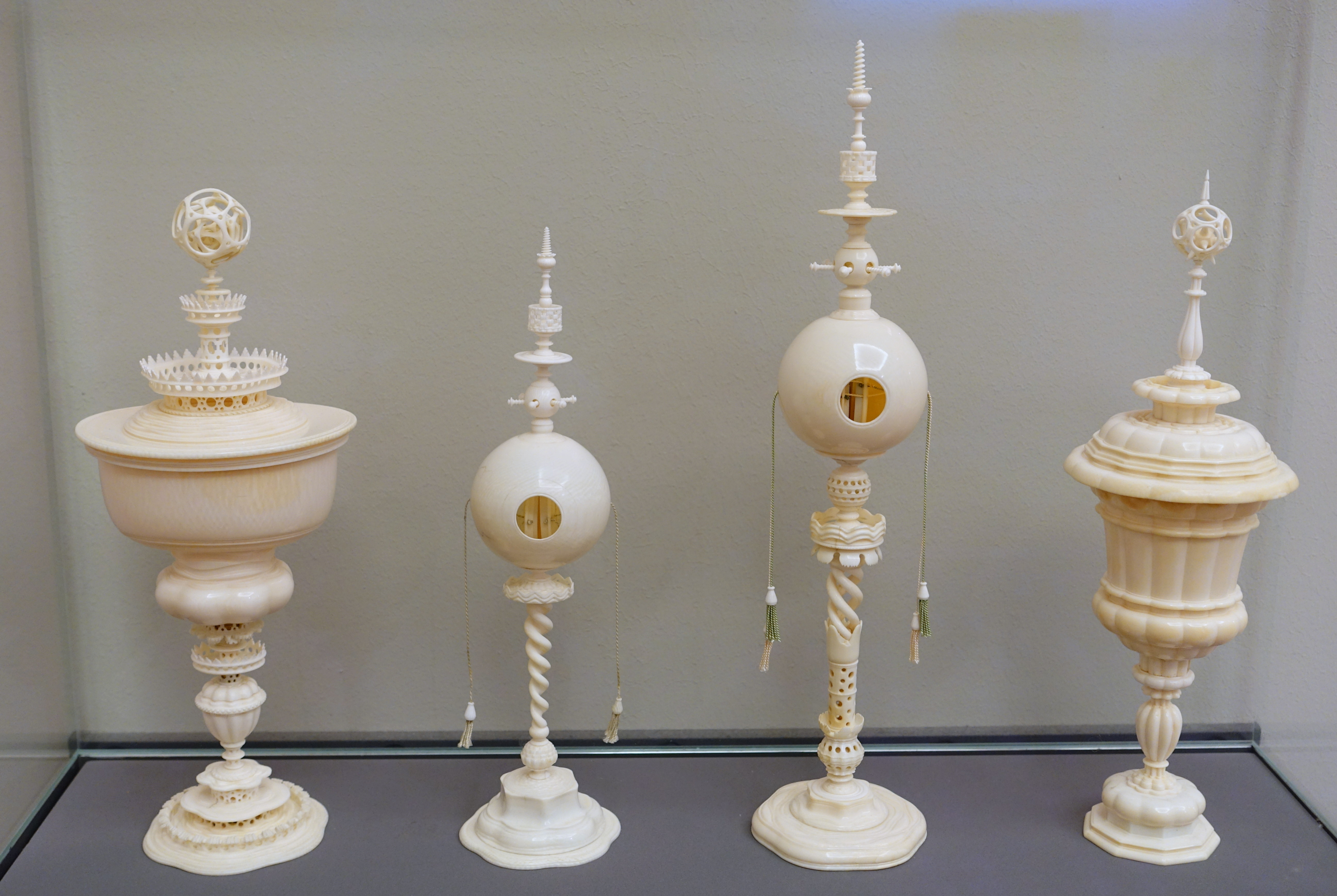
Au centre : Lorenz Zick, deux boules de Canton, vers 1650, Berlin, Bode-Museum.
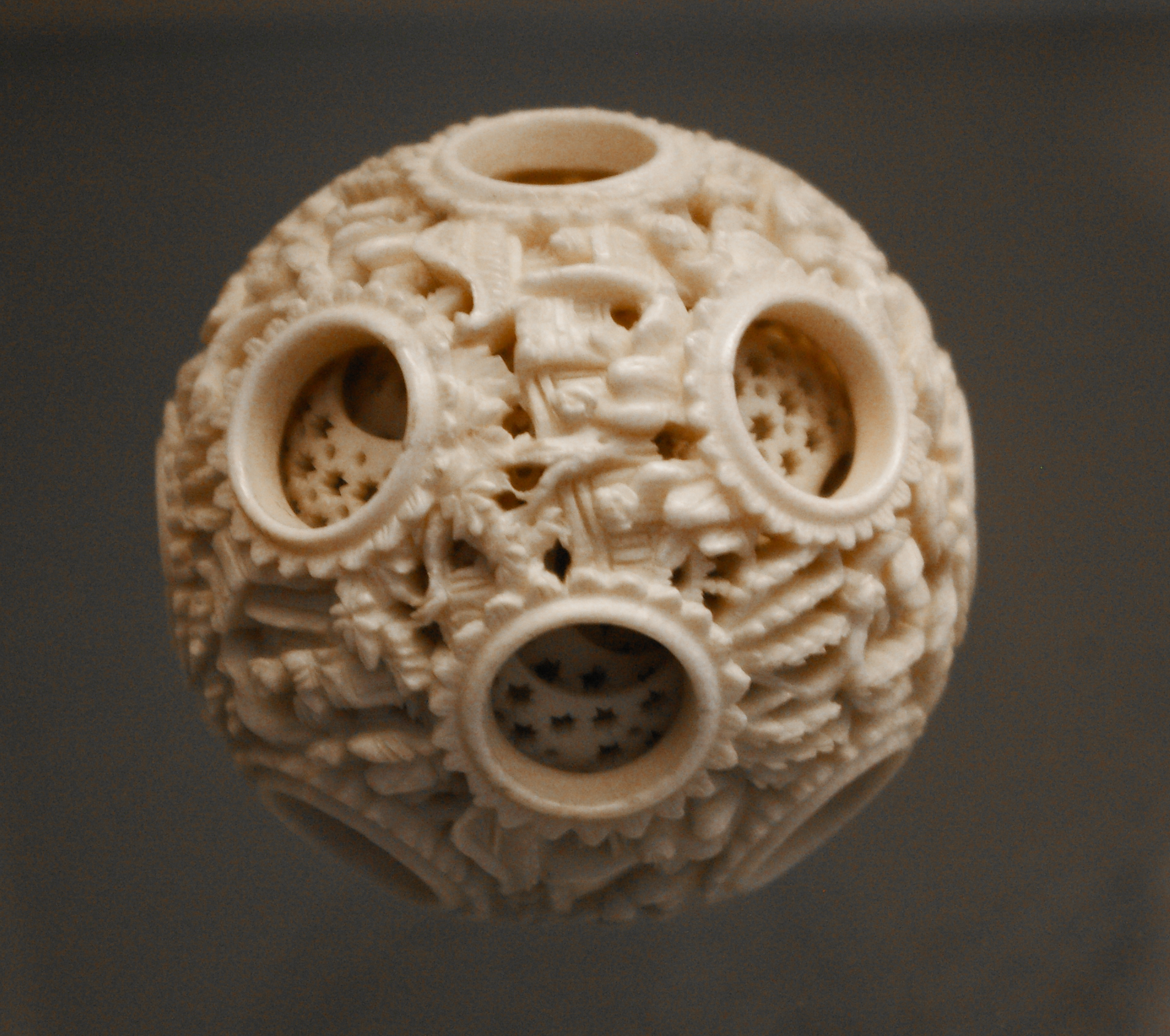
Détail d'une boule composée de 12 sphères, Chine, XIXe siècle, Londres, British Museum.
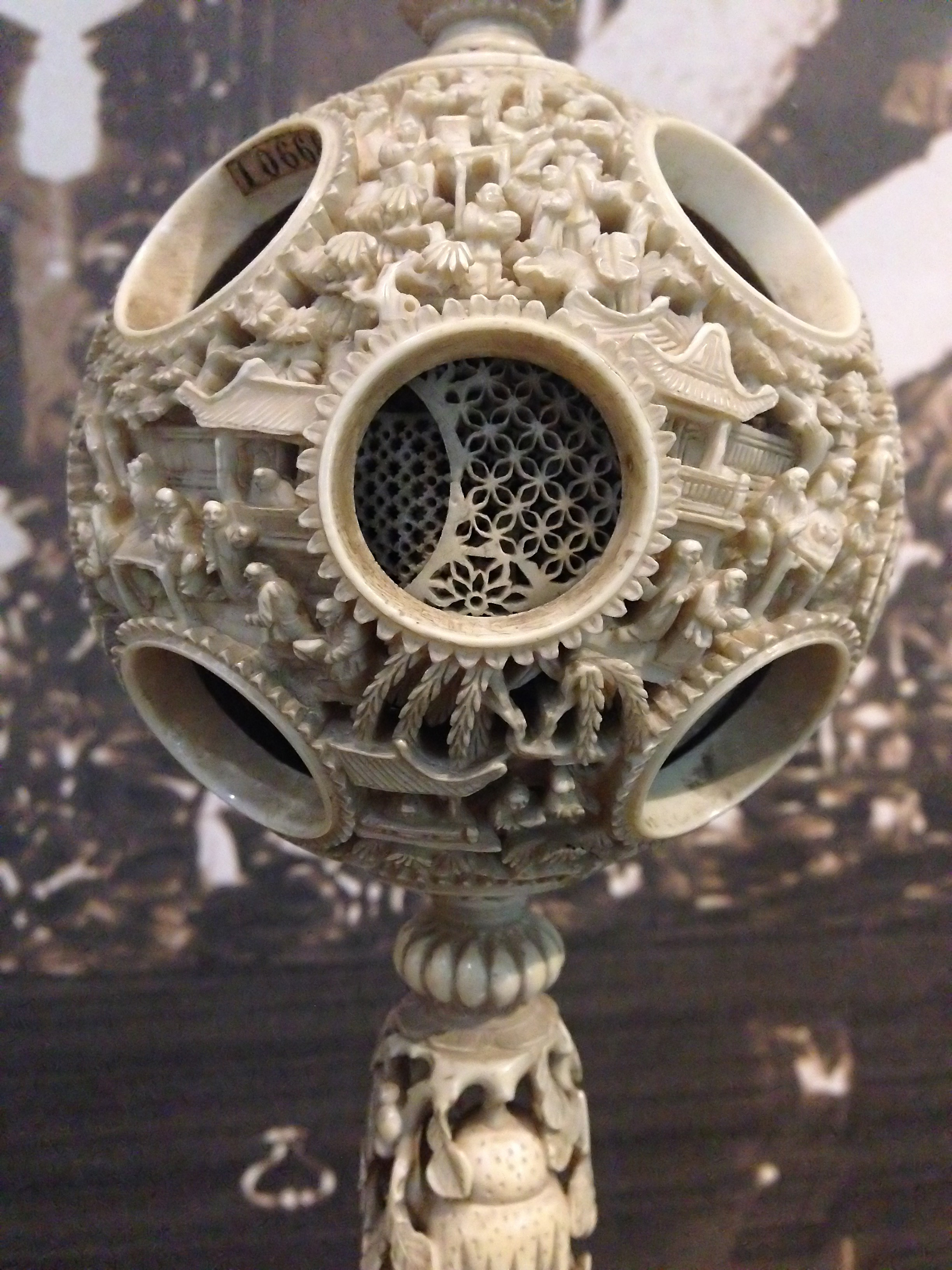
Détail d'une boule composée de 16 sphères, Chine, Cologne, musée de Rautenstrauch-Joest.